# SN 1978D
SN 1978D – supernowa typu I odkryta 23 września 1978 roku w galaktyce A230636-4427. W momencie odkrycia miała maksymalną jasność 20,00m.